# Crotophaginae
I Crotofagini (Crotophaginae Swainson, 1837) sono una sottofamiglia di uccelli cuculiformi della famiglia Cuculidae, a cui appartengono due soli generi. Talvolta vengono classificati nella famiglia separata dei Crotophagidae.

## Tassonomia
La sottofamiglia è suddivisa in due generi ai quali appartengono quattro specie:
- Genere Guira
  - Guira guira - Guira
- Genere Crotophaga
  - Crotophaga major - Ani maggiore
  - Crotophaga ani - Ani beccoliscio
  - Crotophaga sulcirostris - Ani beccosolcato